# Modoc (Carolina del Sud)
Modoc és una concentració de població designada pel cens dels Estats Units a l'estat de Carolina del Sud. Segons el cens del 2000 tenia 256 habitants.

## Demografia
Segons el cens del 2000, Modoc tenia 256 habitants, 120 habitatges i 78 famílies. La densitat de població era de 24,2 habitants/km².
Dels 120 habitatges en un 16,7% hi vivien nens de menys de 18 anys, en un 55,8% hi vivien parelles casades, en un 8,3% dones solteres, i en un 35% no eren unitats familiars. En el 28,3% dels habitatges hi vivien persones soles l'11,7% de les quals corresponia a persones de 65 anys o més que vivien soles. El nombre mitjà de persones vivint en cada habitatge era de 2,13 i el nombre mitjà de persones que vivien en cada família era de 2,63.
Per edats la població es repartia de la següent manera: un 15,6% tenia menys de 18 anys, un 3,1% entre 18 i 24, un 23% entre 25 i 44, un 34,8% de 45 a 60 i un 23,4% 65 anys o més.
L'edat mediana era de 51 anys. Per cada 100 dones de 18 o més anys hi havia 100 homes.
La renda mediana per habitatge era de 42.031 $ i la renda mediana per família de 51.429 $. Els homes tenien una renda mediana de 35.536 $ mentre que les dones 21.591 $. La renda per capita de la població era de 21.666 $. Entorn de l'11,8% de les famílies i l'11,1% de la població estaven per davall del llindar de pobresa.

## Poblacions més properes
El següent diagrama mostra les poblacions més properes.